# He Kexin
He Kexin, 何可欣, Hé Kěxīn, (* 1. Januar 1992 oder 1994 in Peking) ist eine chinesische Kunstturnerin.

## Leben
He wurde in Peking geboren. Ihr Paradegerät ist der Stufenbarren. Sie gewann mehrere nationale und internationale Turnwettkämpfe. Bei den Olympischen Sommerspielen 2008 in Peking gelang es ihr, die Goldmedaille im Einzel am Stufenbarren sowie mit dem Team im Mehrkampf zu gewinnen. Bei den Weltmeisterschaften 2010 in Rotterdam sowie ein Jahr später in Tokio konnte sie jeweils Bronze im Mehrkampf mit der Mannschaft gewinnen.
Bei den Olympischen Sommerspielen 2012 in London holte sie am Stufenbarren Silber hinter der Russin Alija Mustafina.

## Diskussionen über wahres Geburtsdatum
Über ihr wahres Geburtsdatum gibt es im olympischen Turnsport internationale Diskussionen. Ihr 2008 gültiger Personalausweis sowie die Fédération Internationale de Gymnastique (FIG) geben als Geburtsdatum den 1. Januar 1992 an. Danach war sie in Peking bei den Olympischen Sommerspielen 2008 über 16 Jahre und alt genug, um an den Wettbewerben teilzunehmen. In verschiedenen Medien hingegen wurde das Alter 2008 auf 14 Jahre angegeben, wonach sie nicht alt genug war, um an Olympia in Peking teilzunehmen.
Schon bei den Olympischen Spielen 2000 in Sydney gab sich die damals vierzehnjährige Turnerin Yang Yun als sechzehn aus, machte dies später jedoch öffentlich.